# Metafonía por A en lenguas germánicas
La metafonía por A es un tipo de cambio fonético llamado metafonía, o umlaut (en idiomas germánicos), que se supone que sucedió en el idioma protogermánico alrededor del año 200 a. e. c.

## Descripción general
La metafonía por A causó que una vocal corta y cerrada (*/u/ o */i/) se convirtiera a una vocal abierta cuando la sílaba siguiente contenía una vocal no cerrada (*/a/, /oː/, o /æː/). Porque otras vocales, no solo la */a/, produjeron este cambio, el término metafonía por A es un nombre poco apropiado. También se ha llamado umlaut-a, umlaut-a/o, umlaut velar y, anteriormente, Brechung (este último fue un término de Grimm, pero hoy en día, Brechung del alemán y sus homólogos ingleses breaking y fracture refieren por lo general a otros cambios fonéticos aparte de la metafonía que afectaron a idiomas germánicos individuales más tardíos).
- *hurną > inglés antiguo horn "cuerno"
- *wiraz > inglés antiguo wer "hombre"

Sin embargo la vocal cerrada no abrió si la */j/ se interponía entre esta vocal cerrada y la siguiente vocal no cerrada. Una consonante nasal interpuesta seguida de una consonante de algún tipo también bloqueó el proceso (y cerró la */e/ original a */i/). Por ejemplo:
- *gulþą > inglés antiguo gold "oro"
- *gulþijaną > inglés antiguo gyldan "dorar" (con una metafonía por i más tardía de 'u' a 'y').
- *hundaz > inglés antiguo hund "perro" (véase también el alemán Hund)
- *swemmaną > *swimmaną > inglés antiguo swimman "nadar"

Parece que la metafonía por A precedió la elevación de la vocal final no acentuada */oː/ a */uː/ en los dialectos ancestrales del inglés antiguo y nórdico antiguo. Por consiguiente en el inglés antiguo este fenómeno está sujeto a muchas excepciones y contradicciones aparentes, las cuales son normalmente atribuidas a una mezcla de nivelado paradigmático y contexto fonético. 

## Variación dialéctica
La metafonía por A es más evidente en algunas lenguas germánicas que en otras. Se encuentra la metafonía ampliamente en alto alemán antiguo, pero es mucho menos en algunas otras lenguas germánicas occidentales y el nórdico antiguo. La metafonía por A es menos extensa en nórdico antiguo oriental (la versión anterior del danés y sueco) que en nórdico antiguo occidental (que se hablaba en Noruega y sus colonias). No hay en lo más mínimo huella de esta metafonía en el idioma gótico, donde la distinción entre las vocales cortas y cerradas y las vocales medias se habían convertido en alófonos (la /e/ e /i/ del protogermánico se unieron). El gútnico antiguo, al borde del territorio en que el nórdico antiguo evolucionó, se parece al gótico en este respecto. Aun así, hay alguna sugerencia de que la metafonía por A hubiera sido preservada en el gótico de Crimea.
- Inglés antiguo fugol, fugel : alto alemán antiguo fogal "pájaro"
- Gútnico antiguo hult "bosquecillo, arboleda" : inglés antiguo, islandés antiguo holt

También existe variación entre las dilectas en cognados, por ejemplo:
- Inglés antiguo
  - spora : spura "espolear a"
  - spornan : spurnan "desdeñar"
  - cnocian : cnucian "golpear"
- Islandés antiguo 
  - *fogl : fugl "pájaro"
  - *goð : guð "dios"
  - *goll : gull "oro"

## i > e
Según Campbell, la metafonía por A de i está limitada en inglés antiguo a solo tres palabras: nest "nido", spec "tocino", y wer "hombre". Hay ejemplos más abundantes de */i/ > */e/ en otros idiomas germánicos occidentales, con la mayor frecuencia en alto alemán antiguo, incluso cognados como skif : skef "barco".
Esta metafonía es rara en nórdico antiguo, por ejemplo hay verr "hombre", heðan "de aquí a", neðan "de abajo" en contraste con niðr "hacia abajo" y tal vez jafn "plano". Se pueden explicar las instancias donde la metafonía por A no sucedió en nórdico antiguo generalmente como formas analógicas, aunque una oclusiva palatal /ɡ/ o /k/ inmediatamente antes de la /i/ en una sílaba de raíz corta tiene una propensidad de bloquear o revertir el proceso.

## u > o
Aunque el idioma protogermánico heredó los dos fonemas, */i/ y */e/ del protoindoeuropeo, todas las instancias de */o/ en las lenguas más tardías surgieron de una metafonía por A de */u/ porque el protoindoeuropeo ya se había convertido en protogermánico. La metafonía por A de /u/ es mucho más común que la del fonema /i/, pero está sujeta a muchas excepciones. En algunos dialectos, el cambio puede ser bloqueado en contextos labiales. Específicamente, hay una tendencia observada a no cambiar cuando la letra está junto a */f/ o */w/ inicial o medio en conjunto con */l/. Otras excepciones, en particular cuando hay una discrepancia entre los dialectos, puede ser deberse a que la palabra tenía una raíz de u. La mayoría de dialectos del neerlandés antiguo experimentó una fusión de /u/ y /o/ resultando que en neerlandés medio y moderno, solo el fonema /o/ aparece, eliminando todas las huellas de la metafonía de */u/.
Los efectos de la metafonía por A son tal vez los más perceptibles en algunas categorías de verbos, por ejemplo, en los verbos fuertes de clases 2, 3, y 4 en las cuales el participio pasado alterna con la u en el plural del pretérito. Un ejemplo es la palabra del inglés antiguo flogen "volado" < *fluganaz en alternancia con flugon "volaron" < *flugun. De otro modo, donde */u/ y */o/ originalmente se hubieran alternado morfológicamente, los idiomas germánicos antiguos casi siempre habían generalizado una vocal o la otra a través del paradigma. Aunque hay rastros de la alternancia regular entre /o/ y /u/ con la metafonía por A en concordancia con el sueco antiguo (en particular según las leyes de Östergötland), por ejemplo kona (caso nominativo) : kunu (caso oblicuo) "mujer". Como se puede ver en los ejemplos anteriores, existe la metafonía por A también en las alternancias léxicas.

## El diptongo */eu/
En la variedad del germánico occidental que dio origen al inglés antiguo, la metafonía por A no afectó al elemento segundo del diptongo */eu/ (para que los textos más tempranos del inglés antiguo tengan eu): treulesnis "deslealtad", steup- “step” en inglés (como en las palabras step-mother "madrastra" o step-brother "hermanastro") (Epinal Glossary 726, 1070); pero en otras ramas del germánico occidental la */eu/ eventualmente se convirtió en */eo/, a menos que fuera seguido por */w/, por ejemplo en sajón antiguo breost "pecho" (breast en inglés) versus treuwa "fidelidad" (trustworthiness en inglés). En la mayoría de las variaciones del nórdico antiguo, se produjo una cadena de cambios de sonido: */eu/ > /jɒu/ > /ju:/ o /jo:/, sin ninguna consideración hacia la metafonía por A, por ejemplo en la palabra del islandés antiguo (djúpr "profundo").

## Efectos de una sola consonante
El inglés antiguo deriva de un tipo del germánico en que un solo */m/ tuvo el mismo efecto en el */u/ y */e/ precedentes como una oclusiva nasal seguida de otra consonante. El efecto sucede en otros idiomas germánicos occidentales, aunque más erráticamente, y a veces en nórdico antiguo.
- Nórdico antiguo nema, alto alemán antiguo neman: frisón antiguo nima, nema, sajón antiguo niman, neman : inglés antiguo niman "tomar"
- Alto alemán antiguo gi-noman, frisón antiguo nomen : nórdico antiguo numinn, inglés antiguo numen, sajón antiguo numan "tomado" (participio pasado)
- Alto alemán antiguo gomo "hombre", frisón antiguo gomo : nórdico antiguo gumi, inglés antiguo guma, sajón antiguo gumo

A veces la metafonía por A fue bloqueada antes de un solo */n/, con mucha variedad entre los idiomas. 
- Sajón antiguo honig, -eg, alto alemán antiguo hona(n)g : inglés antiguo hunig (para lo más viejo: -æg), frisón antiguo hunig, nórdico antiguo hunang "miel"

## Ideas alternativas
Algunos académicos han cuestionado el modelo tradicional de la metafonía por A en protogermánico, en su conjunto o parcialmente. En particular, la rara metafonía por A de */i/ a */e/ —como un fenómeno protogermánico ha sido siempre disputada —. Lloyd, por ejemplo propuso una explicación alternativa para todas las instancias aparentes de la metafonía por A de */i/. Sugirió que —la superposición parcial en germánico de los dos fonemas /i/ (representado en todos los ambientes por [i]) y /e/ (con los alófonos [e] and [i]) llevó al desarrollo ocasional del alófono e de i por analogía sistémica —. Cercignani, por otro lado, argumentó que —ningún fenómeno de umlaut podría ser asumido en el protogermánico —, prefiriendo adscribir estos cambios a —la prehistoria de los idiomas individuales.